# 유형서
유형서(1968년 6월 5일~)는 대한민국의 전직 아나운서 출신의 방송인이다.

## 학력
- 충암고등학교 졸업(1987년)
- 서강대학교 신문방송학과 학사(1995년 - 91학번)
- 서강대학교 언론대학원 미디어교육학과 언론학 석사(2002년)

## 경력
- 1995년 TJB 대전방송 아나운서.
- 1997년 TJB 대전방송 아나운서(1997년 8월 21일).
- 1998년 OSB 동양위성TV 아나운서.
- 2000년 iTV 경인방송 아나운서.
- 2004년 iTV 경인방송 아나운서 퇴사(2004년 11월 26일).
- 2007년 OBS경인TV 아나운서(2007년 10월 8일).
- 2015년 OBS경인TV 보도제작실 차장대우(2015년 4월 8일).
- 2016년 OBS경인TV 퇴사(2016년 5월 3일).

## 방송 진행

### TV
- 2001년 iTV 《생방송 모닝데이트》
- 2001년 iTV 《선택! 행복한 아침》
- 2002년 iTV 《생방송 세상을 연다》
- 2004년 iTV 《생방송 아이포유 5시》
- 2009년 OBS 《생방송 OBS》
- 2011년 OBS 《생방송 정보쇼 베스트 70》
- 2012년 OBS 《OBS 초대석》

### 라디오
- 2003년 iTV iFM 《유형서의 좋아좋아》
- 2004년 iTV iFM 《좋은 아침 유형서입니다》